# Asaphus
Asaphus foi um gênero de trilobites, que é conhecido do Baixo (Alto Arenig) e Médio Ordovícico do noroeste da Europa (Suécia, Estônia, Área São Petersburgo). Existiu no período Ordoviciano, há cerca de 504 a 441 milhões de anos.

## Características
Os Asaphus mediam entre 3 e 17 cm de comprimento (A. platyurus tinha em média 10 cm), viviam em ambientes bentônicos e eram necrófagos, ou seja, se alimentavam de carcaças. A característica mais marcante nestes trilobites eram os olhos pedunculados, isto é, sobre antenas, indicando que o animal poderia move-los de forma independente um do outro (como fazem o atual camaleão), podendo olhar com um em cada direção, esta característica certamente o permitia perceber a aproximação de predadores por qualquer ângulo.

## Espécies
Existem cerca de 30 espécies classificadas neste gênero, sendo a mais antiga a Asaphus broggeri, da qual se acredita terem se originado as demais. Todas as espécies desapareceram na extinção massiva no final do período Ordoviciano.